# Eissingeheem (Zandeweer)

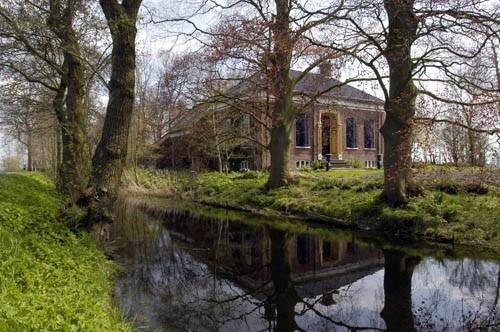
Herenboerderij Eissingeheem te Zandeweer

Eissingeheem is een voormalige herenboerderij, nu een woonboerderij, tevens een bezinnings- en activiteitencentrum te Zandeweer (gemeente Het Hogeland).

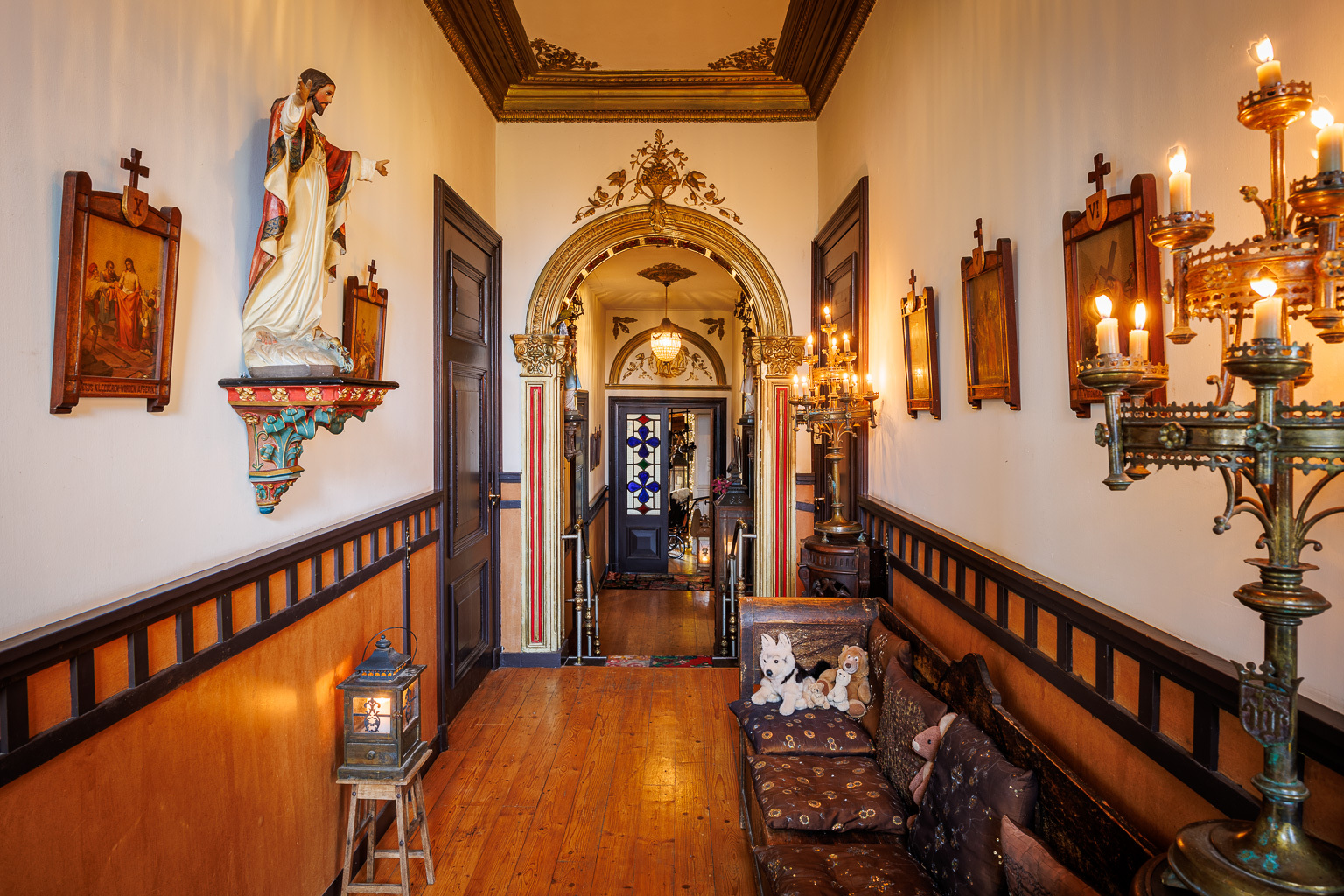
Herenboerderij Eissingeheem te Zandeweer, interieur

De boerderij was in de 15e eeuw een van de zeven edele heerden van Zandeweer, waarvan de eigenaar een rol speelde in de rechtspraak en de waterstaat. Het huis Eysingeheem  (dan eigendom van Abeke van Ewsum) wordt in 1492 voor het eerst genoemd. Een zekere Reiner Eisinge komt vanaf 1387 voor in oude akten. Hij was een van de machtigste hoofdelingen van zijn tijd en huwde de weduwe van Ailco Onnema. Het huis van de Eysinga's te Zandeweer (domus Eyzinghamannorum in Sondwer) wordt vermeld in 1397. Vermoed wordt dat het ging om een steenhuis op de plek van de huidige boerderij, maar zeker is dat allerminst. Ten zuiden van het erf zijn eveneens puinresten gevonden.
De boerderij staat aan de Onnemaweg en is gelegen op een voormalige kwelderwal ten zuiden van het Eppenhuister- of Zandeweerstermaar. De verbinding naar het dorp Zandeweer verliep liep oorspronkelijk via een voetpad langs de in 1805 gesloopte borg Onnema. Aan de zuidkant kronkelde het Bieskemaar.
De boerderij met 33 ha land was lange tijd eigendom van adellijke grootgrondbezitters, maar kwam in 1817 in boerenhanden. Het gebouw dateerde vermoedelijk uit 1740. Landbouwer Jacob Elema liet in 1884 het huidige overdwars geplaatste woonhuis bouwen. In het kader van een ruilverkaveling werden de boerderij en de landerijen in 1974 verkocht. De nieuwe eigenaar sloopte de vervallen schuren, waarvan de jongste uit 1860 dateerde. Het historische woongedeelte, de stookhut, het koetshuis en het omgrachte erf bleven intact.

## Buitengewoon leven
De boerderij Eissingeheem met 1,5 hectare grond  werd in 2001 aangekocht door beeldend kunstenaar Ingrid Koetzier en haar echtgenoot Pieter Elzinga. Zij exploiteren hier een activiteiten- en bezinningscentrum met gastenverbijf en kampeermogelijkheden onder de vlag van de Stichting Buiten Gewoon Leven.Nu. Sinds 2006 vindt hier jaarlijks een Zomerfestival plaats. Ook is de boerderij uitvalsbasis voor de theatergroep Auth&Tiek.